# 8726 Masamotonasu
8726 Masamotonasu este un asteroid din centura principală, descoperit pe 14 noiembrie 1996, de Takao Kobayashi.